# Гниль біла винограду
Гниль біла винограду — хвороба виноградних кущів, поширена у всіх районах виноградарства, але найчастіше зустрічаються спалахи хвороби у районах підвищеної вологості.

## Симптоми гнилі білої у винограду
Гниль біла вражає всі надземні частини виноградних кущів, але найбільшу небезпеку вона представляє при враженні ягід і пагонів. На ягодах, як правило, з'являється о другій половині літа, коли вони вже не вражаються мілдью та оїдіумом. В цей час ягоди починають достигати і накопичувати значну кількість вуглеводів.
Розвитку гнилі білої сприяють враження ягід і пагонів градом. Тому найчастіше епіфітотії її розвиваються після пізнього в сезоні градобою. На ягодах хвороба може з'явитися через сонячні опіки. Масове враження ягід, пов'язане з сонячними опіками, спостерігається досить часто при запізнілій підв'язці пагонів, коли грона винограду, прикриті до підв'язки листям, відкриваються і потрапляють під прямі сонячні промені. Сонячні опіки спричиняють змертвіння шкірки, її розтріскування, що сприяє зараженню ягід.
При сприятливих умовах для проростання спор збудника зараження ягід і пагонів може проходити без механічного пошкодження їх. В цьому випадку хвороба розвивається повільніше і спороношення відбувається на 3-4 дні пізніше.
На вражених гронах з'являються спочатку жовті, а потім бурі, інколи з фіолетовим відтінком, плями, оточені темнішим різнокольоровим концентричним ореолом. Заражені ягоди буріють, приймають варений вигляд, потім зморщуються і засихають. Вони являють собою спороношення гриба — пікніди.
Пагони виноградних кущів найчастіше вражаються білою гниллю в липні-серпні, в умовах високої температури і вологості. Цей тип враження найчастіше спостерігається і на маточниках підщепних лоз, які культивуються без опори. Після градобою на цих насадженнях хвороба може носити вигляд епіфітотії.
На пагонах гниль біла викликає утворення подовжених білястих плям неправильної форми, які оточені темним різнокольоровим обідком. Розмір їх збільшується, вони зливаються і досягають у довжину декількох сантиметрів і при цьому можуть повністю окільцювати пагони виноградних кущів. При несприятливих умовах гниль біла вражає тільки кору пагонів і не заподіює великої шкоди рослині. Але при високій вологості збудник проникає глибоко в пагони і викликає розриви тканин. Кора вражених ділянок зазвичай розтріскується, відшаровується. судинно-волокнисті пучки розмочалюються і вкриваються спочатку білими, а пізніше чорними пікнідами.
На ділянках пагонів з вказаним типом розвитку хвороби утворюються невеликі напливи калусу, через що припиняється низхідний потік. При цьому частини пагонів, розташовані нижче враженої ділянки, як правило, залишаються тонкими, вони погано визрівають, не накопичують потрібної кількості пластичних речовин і характеризуються низькою активністю калусо- і коренеутворення. Тому вони непридатні для використання при виготовленні прищеплених саджанців.
Вражені гниллю білою ягоди мають притлумлене, брудно-зелене забарвлення. Внаслідок швидкого розповсюдження грибниці в тканинах листки засихають і залишаються на кущах.

## Збудник білої гнилі у винограду
Збудник гнилі білої винограду — недосконалий пікнідіальний гриб з роду Coniella Coniella diplodiella (Speg.) Petr. & Syd. (syn. Coniothyrium diplodiella (Speg.) Sacc.). Зимує в ґрунті на опалих заражених ягодах або на пагонах у вигляді спокійних пікнід або склероціїв.
Пикніди являють собою кулеподібні вмістища, занурені нижньою частиною в тканини рослини. На дні пікнід розміщені короткі циліндричні конідієносці. На них утворюються спочатку безбарвні, а потім світло-оливкові одноклітинні спори. Форма їхня овальна, яйце- або веретеноподібна. Вони виходять назовні через невеликі отвори, які розміщені на вершечках пікнід.
Склероції являють собою густі сплетіння міцелія розміром до 1 мм. Вони подовгі, червоно-фіолетового кольору. Утворюються у вражених тканинах в суху погоду, перезимовують і також слугують джерелом інфекції на наступний рік.
Спори збудника зберігають життєдіяльність в пікнідах 2-3 роки і більше. Вони легко проростають у воді або на свіжих ранах тканин виноградних рослин в широкому діапазоні температур від 15 до 33 °C. Оптимальна температура для проростання спор гриба 22-27 °C. При сприятливих умовах температури і вологості спори проростають через 10-11 год.
Їхні ростові трубки проникають всередину тканин. Грибні нитки швидко ростуть серед клітин тканин і через 5-7 днів на вражених тканинах утворюються пікніди.
Гниль біла на виноградниках відрізняється більшою шкідливістю. Після випадіння граду в випадку вологої і теплої погоди вона може вразити 30-60 % ягід протягом 3-5 днів. В таких умовах на пагонах маточників підщепних лоз хвороба викликає появу численних плям з глибоким враженням і розривами тканини. Такі лози непридатні для використовування як підщепний матеріал при виробництві саджанців.

## Боротьба з білою гниллю винограду
Розвиток хвороби стримують агротехнічні засоби, які сприяють доброму провітрюванню кущів. Своєчасна підв'язка і операції з зеленими частинами куща виключають враження грон сонячними опіками і знижують можливість розвитку на них гнилі.
Після граду виноградники потрібно обробити фунгіцидами проти мілдью. Обробляють кущі відразу після випадіння граду, тому що зараження проходить протягом 10-15 год. і пізніші оброблення вже не ефективні.
При заготівлі підщепних черешків проводиться ретельне вибракування лоз, вражених білою гниллю. Черешки з розривами кори і враженими судинно-волокнистими пучками для щеплення непридатні. Їх потрібно ретельно відібрати і спалити.